# Stampa a ruggine

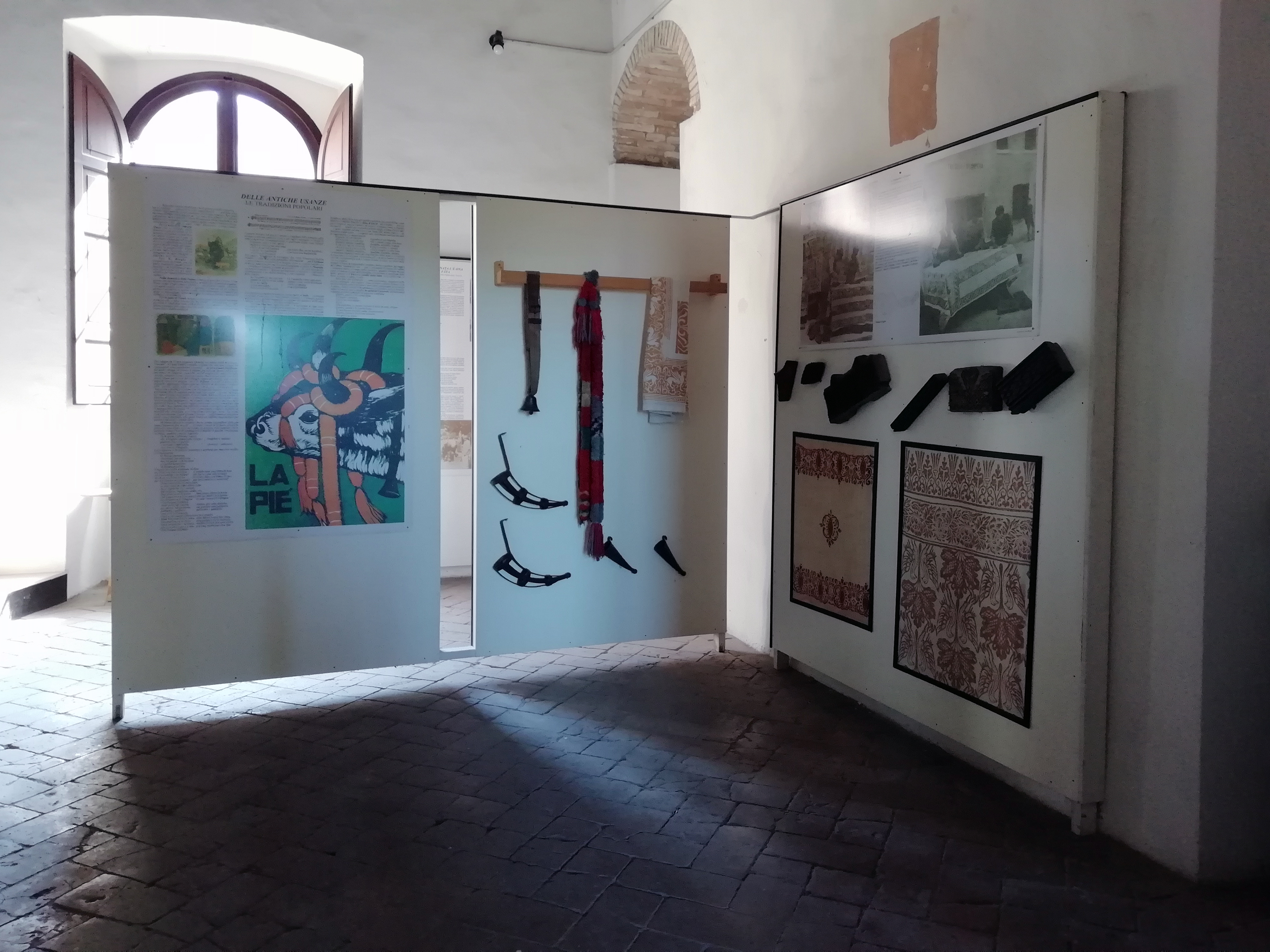
Dei campioni di tela stampati a ruggine nel Museo dell'uomo e dell'ambiente di Terra del Sole

La tecnica di lavorazione della stampa a ruggine, prodotto tipico della Romagna, è molto antica; si pensa che risalga al XVIII secolo, quando i contadini ricoprivano gli animali con drappi recanti un medaglione stampato con l'immagine di sant'Antonio abate (protettore del mondo agricolo e del bestiame).
Altre raffigurazioni e disegni appartengono al patrimonio dell'arte popolare, a sua volta derivata dalla tradizione contadina: galletto, caveja, uva, spighe di grano, ecc.
Gli stampi sono intagliati a mano in legno di pero, su questi viene applicata una pasta colorante di origine minerale con colori che vanno dal blu al verde, al rosso fino al color ruggine che si ricava attraverso la reazione chimica con l'ossido di ferro, impastato in seguito con farina bianca e aceto secondo proporzioni e dosaggi custoditi dagli artigiani.
Dopo la stampa ottenuta per battitura con un mazzuolo avviene l'asciugatura, che di solito avviene al sole, avvengono il viraggio e il fissaggio dei colori, affinché resistano ai successivi usi e lavaggi, in un mastello di legno con soluzione di soda caustica.
Infine la stiratura si fa col mangano, una sorta di pressa del XVIII secolo, che corre su rulli sui quali viene avvolta la tela.
A tutela degli artigiani e della produzione delle tele esiste dal 1997 l'Associazione Stampatori Tele Romagnole che si impegna a fornire un Marchio di Tutela DOC.